# Први снег
„Први снег” је песма музичке групе Сунцокрет издата 1977. године за РТВ Љубљана. Објављена је на њиховом албуму Моје бубе. Музику и текст је написао Душан Михајловић Спира. Снимљена је уз гудачки, дувачки и забавни ансамл РТВ Љубљане. Продуцент је био Иво Умек, а аранжер Миодраг Бата Сокић. Вокал је Снежана Јандрлић.